# Adż Bogdyn nuruu
Adż Bogdyn nuruu (Adż Bogd; mong.: Аж богдын нуруу) – relatywnie krótki grzbiet górski w południowo-zachodniej Mongolii (ajmak gobijsko-ałtajski), na południe od Ałtaju Mongolskiego (często jest uważany za odrębną część Ałtaju Mongolskiego), niedaleko granicy z Chinami. Najwyższy szczyt, Chüren Towon uul (Ich owoo), osiąga wysokość 3802 m n.p.m. Zbocza poprzecinane licznymi dolinami rzecznymi (występują rzeki okresowe). Stoki południowe i zachodnie są strome, natomiast północne i wschodnie opadają łagodnie. Klimat jest suchy; przeważa roślinność półpustynna i pustynna. Górne części Adż Bogdyn nuruu są relatywnie płaskie, występuje tam na wysokości ponad 3500 m n.p.m. roślinność tundry górskiej.